# Фернандес, Патрик
Фа́биу Па́трик душ Рейш душ Са́нтуш Ферна́ндеш (порт. Fábio Patrick dos Reis dos Santos Fernandes, род. 13 декабря 1993, Прая, Кабо-Верде) — кабовердийский футболист, выступающий на позиции нападающего в португальском «Шавеше».

## Клубная карьера
Патрик Фернандес родился 13 декабря 1993 года в Прае (Кабо-Верде).
Первым профессиональным клубом был кабовердийская «Боавишта». За клуб отыграл два года, после чего переехал в Португалию, где стал выступать за «Оливейра-ду-Ошпитал».
За команду отыграл полный сезон, выйдя на поле 27 раз, забив при этом 22 гола.
1 сентября 2017 года перешёл в «Фелгейраш 1932». После одного сезона в клубе (вышел на поле 21 раз, отметившись при этом 14 голами) перешёл в клуб первого дивизиона «Тонделу». За клуб сыграл 9 матчей, в одном из которых отметился голом.
8 августа 2019 года перешёл в «Фаренсе». За клуб провёл 19 матчей, в которых забил два гола. 24 января перешёл на правах аренды в «Варзин». За клуб сыграл 16 матчей, в которых отметился двумя голами.
С 3 июля 2021 года представляет «Шавеш».

## Карьера в сборной
За сборную дебютировал 3 июня 2018 года в матче против сборной Андорры. Основное время встречи закончилось с нулевым счётом, исход матча решился в серии пенальти, где африканская сборная была сильнее и выиграла со счётом 4:2. Всего за сборную провёл 4 матча: победа была одержана в трёх, в одном (против сборной Гвинеи) команда Кабо-Верде потерпела поражение.